# Love Shack (Fernsehsendung)
Love Shack war eine Fernsehsendung des deutschen Spartensenders GIGA. Ausgestrahlt wurde die von Susanne Bellenhaus und Sven Norenkemper moderierte Sendung jeden Montag um 20:00 Uhr auf GIGA, in der Regel live.

## Geschichte
Die erste Sendung von Love Shack wurde am 19. November 2007 ausgestrahlt. Auch vor Love Shack wurde bereits das Thema Liebe bei GIGA behandelt. So in den Jahren 2000 und 2001 bei GIGA Heartbeat und zuletzt in der Sendung MyWorld, die bis zum 12. November 2007 auf dem Sendeplatz von Love Shack lief.

## Aufbau
Die Sendung widmete sich den Themen Liebe, Beziehung, Romantik und Sex. Dazu war die Sendung in verschiedene Kategorien unterteilt. Bei „Amor und Psyche“ redeten Susanne Bellenhaus und Sven Noremkemper mit der Community über Liebesprobleme und berieten die Zuschauer per Forum und Telefon. Deswegen wurde die Sendung in der Regel live ausgestrahlt, damit eine hohe Interaktivität zwischen Publikum und Sender entsteht. In der Kategorie „Handarbeit“ wurde den Zuschauern ein Beruf aus dem Bereich der sexuellen Dienstleistungen vorgestellt, zum Beispiel die Arbeit bei einer Sexhotline. In jeder Sendung wurde zudem das Quiz „G-Punktet“ mit Mitgliedern aus der GIGA-Community gespielt. Außerdem wurde in jeder Sendung ein „Single der Woche“ vorgestellt.

### Studio
Produziert wurde Love Shack in den Kölner Studios der GIGA Digital Television GmbH. Das Set der Sendung war hauptsächlich rot gestaltet. An einer Backsteinwand im Hintergrund befanden sich vier Plasmamonitore, auf denen das Sendungslogo zu sehen war.